# 石谷政勝
石谷 政勝（いしがや まさかつ）は江戸時代の旗本。石谷政信の二男。通称は市右衛門。

## 生涯
慶長6年（1601年）、徳川秀忠に拝謁して小姓組の番士となり、慶長11年（1606年）には大番に転じた。元和9年（1623年）には、徳川家光の日光社参及び上洛に従った。寛永10年2月7日（1633年3月16日）、加増等により合計500石を知行した。寛永18年3月29日（1641年5月8日）御裏門番頭となり、万治元年6月1日（1658年7月1日）職を辞した。

## 子女
- 石谷成勝
徳川家光、徳川家綱に仕え、布衣を許される。

- 女子
春日家定（佐次右衛門）の妻となる。

- 三空（十助）
神田舘において徳川家綱に仕えたが、病を得たため致仕し、僧となって下野国平井村の草庵に閑居した。